# Escravatura

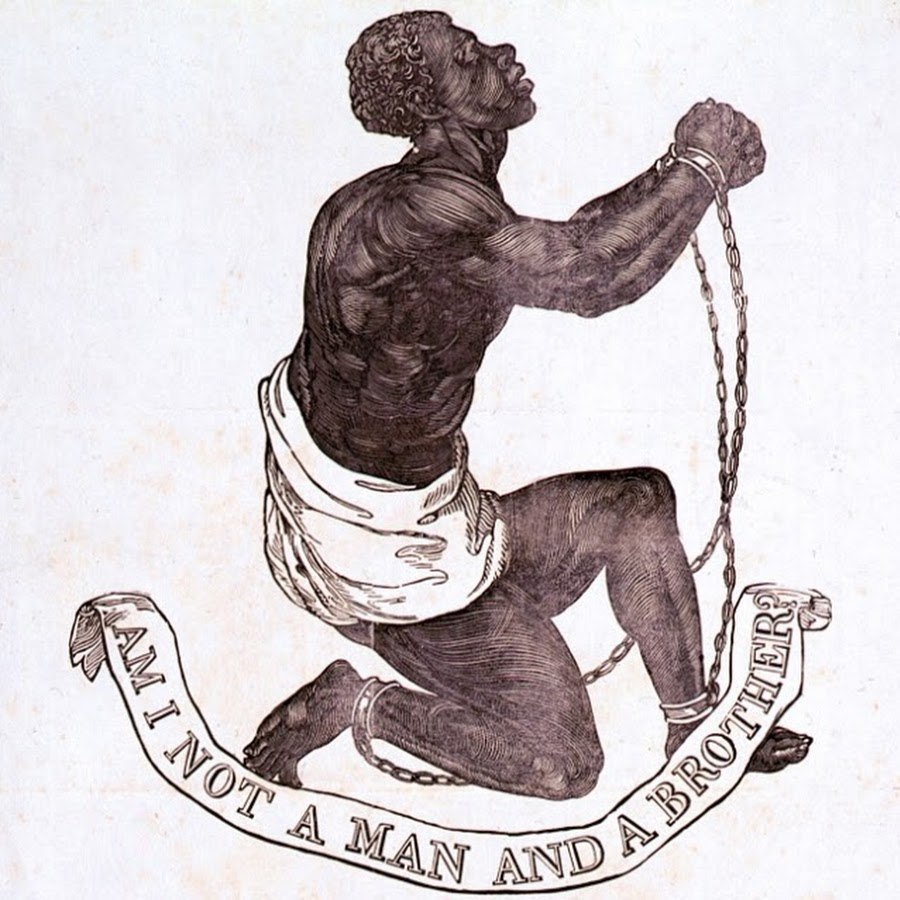
Am I Not a Man and a Brother? ("Não sou um homem e um irmão?"): medalhão de 1787 desenhado por Josiah Wedgwood para a campanha abolicionista britânica.

A escravatura, denominada também de escravidão, escravismo, esclavagismo, ou escravagismo, é a prática social em que um ser humano assume direitos de propriedade sobre outro designado por escravo ou escravizado, imposta por meio da violência física ou moral. Em algumas sociedades, desde os tempos mais remotos, os escravos eram legalmente definidos como uma mercadoria ou como despojos de guerra. Os preços variavam conforme as condições físicas, habilidades profissionais, idade, procedência e destino.
O dono ou comerciante pode comprar, vender, dar ou trocar por uma dívida, sem que o escravo possa exercer qualquer direito e objeção pessoal ou legal, mas isso não é regra. Não era em todas as sociedades que o escravo era visto como mercadoria: na Idade Antiga, haja vista que os escravos de Esparta, os hilotas, não podiam ser vendidos, trocados ou comprados, isto pois eles eram propriedade do Estado espartano, que podia conceder a proprietários o direito de uso de alguns hilotas; mas eles não eram propriedade particular, não eram pertencentes a alguém, era o Estado que tinha poder sobre eles. A escravidão da era moderna está baseada num forte preconceito racial, segundo o qual o grupo étnico ao qual pertence o comerciante é considerado superior; embora já na Antiguidade clássica as diferenças étnicas fossem bastante exaltadas entre os povos escravizadores, principalmente quando havia fortes disparidades fenotípicas. Na antiguidade também foi comum a escravização de povos conquistados em guerras entre nações.
Enquanto modo de produção, a escravidão assenta na exploração do trabalho forçado da mão de obra escravizada. Os senhores alimentam os seus escravos e apropriam-se do produto restante do trabalho destes. A exploração do trabalho escravo torna possível a produção de grandes excedentes e uma enorme acumulação de riquezas, e contribuiu para o desenvolvimento econômico e cultural que a humanidade conheceu em dados espaços e momentos: grandes construções como diques e canais de irrigação, castelos, pontes e fortificações, exploração de minas e florestas, desenvolvimento da agricultura em larga escala, abertura de estradas, desenvolvimento das artes e letras.
De acordo com o historiador e filósofo camaronês Achille Mbembe:
| “ | De fato, a condição de escravo resulta de uma tripla perda: perda de um “lar”, perda de direitos sobre seu corpo e perda de status político. Essa perda tripla equivale a dominação absoluta, alienação ao nascer e morte social (expulsão da humanidade de modo geral). Para nos certificarmos, como estrutura político-jurídica, a fazenda é o espaço em que o escravo pertence a um mestre. Não é uma comunidade porque, por definição, implicaria o exercício do poder de expressão e pensamento. | ” |
|   | — Achille Mbembe, Necropolítica. |   |

Nas civilizações escravagistas, não era pela via do aperfeiçoamento técnico dos métodos de produção (que se verifica com a Revolução Industrial) que os senhores de escravos procuravam aumentar a sua riqueza. Os escravizados, por outro lado, sem qualquer interesse nos resultados do seu trabalho, não se empenhavam na descoberta de técnicas mais produtivas. 
Atualmente, apesar de a escravidão ter sido abolida em quase todo o mundo, ela ainda continua existindo de forma legal no Sudão e de forma ilegal em muitos países, com destaque para a Índia, China, Paquistão, Nigéria, Etiópia, Rússia, Arábia Saudita, Tailândia, República Democrática do Congo, Mianmar, Bangladesh, Mauritânia, Haiti, Coreia do Norte, Eritreia, Burundi, República Centro Africana, Afeganistão, Cambodja, Irão e Nepal.

## Etimologia
A palavra "escravo" é derivada do grego sklábos (sendo uma derivação de sklabēnós) e do latim medieval sclavus, traduzido como eslavo.
Originalmente era referência aos povos eslavos, que se localizavam geograficamente na maior parte na Europa Oriental tal como os slovĕninŭ, e que foram escravizados em massa na Alta Idade Média por conta das suas derrotas em guerras contra os germânicos.

## História
Há diversas ocorrências de escravatura sob diferentes formas ao longo da história, praticada por civilizações distintas. No geral, a forma mais primária de escravatura se deu na medida em que povos com interesses divergentes guerreavam, resultando no acúmulo de prisioneiros de guerra. Apesar de, na Idade Antiga, ter havido comércio de pessoas escravizadas, não era necessariamente esse o fim reservado a esse tipo de espólio de guerra. Vale destacar que algumas culturas com um forte senso patriarcal reservavam, à mulher, uma hierarquia social semelhante à do indivíduo escravizado, negando-lhe direitos básicos que constituiriam a noção de cidadão.

### Antiguidade
A escravidão era uma situação aceita e logo tornou-se essencial para a economia e para a sociedade de todas as civilizações antigas. A Mesopotâmia, a Índia, a China e os antigos egípcios e hebreus utilizaram mão de obra escravizada.
Na civilização grega, o trabalho escravo acontecia na mais variada sorte de funções: os escravos podiam ser domésticos, podiam trabalhar no campo, nas minas, na força policial de arqueiros da cidade, podiam ser ourives, remadores de barco, artesãos etc. Para os gregos, tanto as mulheres como os escravos não possuíam direito de voto. Muitos dos soldados do antigo Império Romano eram ex-escravos.
No Império Romano, o aumento de riqueza realizava-se mediante a conquista de novos territórios, capazes de fornecer escravos em maior número e mais impostos ao fisco. Contudo, arruinavam os pequenos proprietários livres, que, mobilizados pelo serviço militar obrigatório, eram obrigados a abandonar as suas terras, das quais acabavam por ser expulsos por dívidas, indo elas engrossar as grandes propriedades cultivadas por mão de obra escravizada. As novas conquistas e os novos escravos que elas propiciavam começaram a ser insuficientes para manter de pé o pesado corpo da administração romana. Os conflitos no seio das classes de "homens livres" começam a abalar as estruturas da sociedade romana, com as lutas entre os patrícios e a plebe, entre latifundiários e comerciantes, entre colectores de impostos e agricultores arruinados, aliados aos proletários das cidades. Ao mesmo tempo, começou a manifestar-se o movimento de revolta dos escravos contra os seus senhores e contra o sistema esclavagista, movimento que atingiu o auge com a revolta de Espártaco 73−71 a.C.. Desde o século II, a necessidade de ter receitas levava Roma a organizar grandes explorações de terra e a encorajar a concentração das propriedades agrícolas, desenvolvendo o tipo de exploração esclavagista.
Generalizou-se o "pagamento em espécie" aos funcionários com Diocleciano, utilizando o Estado directamente os produtos da terra, sem os deixar passar pelo mercado, cuja importância diminuiu, justificando a tendência de os grandes proprietários se constituírem em "economias fechadas", de dimensões cada vez maiores, colocando-se os pequenos proprietários sob a asa dos grandes.
Em troca da fidelidade e da entrega dos seus bens, os camponeses mais pobres passavam a fazer parte da família dos grandes donos, que se obrigavam a protegê-los e a sustentá-los. Deste modo, de camponeses livres transformavam-se em "servos", começando a delinear-se, assim, os domínios senhoriais característicos da Idade Média.
O imperador Justiniano I publicou o edito Institutas, em novembro do ano de 533, no qual define a servidão e os servos:
"Título III: do direito das pessoas
- A divisão principal no direito das pessoas é que todos os homens ou são livres ou escravos.
- A liberdade (da qual vem a palavra 'livre') é o poder natural de fazer cada um, o que quer, se a violência ou a lei não lho proíbe.
- A servidão é uma instituição do direito das gentes, pela qual é alguém submetido contra a natureza ao domínio de outrem.
- Os servos são assim chamados porque os generais costumam vender os cativos e destarte conservá-los sem os matar. Eles têm também o nome de — mancipia — porque são tomados à mão de entre os inimigos.
- Os servos, ou nascem tais, ou fazem-se. Nascem das nossas escravas: fazem-se ou pelo direito das gentes mediante a captura, ou pelo direito civil, quando um homem livre, maior de vinte anos, consentiu em ser vendido para compartilhar do preço.
- Não há diferença na condição dos servos, e há muitas entre os livres; pois estes ou são ingênuos [isto é, aquele que nasce livre] ou são libertos."

### Bíblia
A bíblia traz vários preceitos sobre escravos e regulamenta aspectos da escravidão, mas em nenhum momento, condena a prática da escravidão em si, tanto no Velho Testamento, como no Novo Testamento. Israelitas homens deveriam ter a opção de liberdade após seis anos de trabalho com algumas condições. Estrangeiros escravizados e seus descendentes se tornavam propriedade perpétua da família que os possuía.
Deuteronômio 23:16 proíbe entregar um escravo fugitivo. Dt 23:17 proíbe enganar um escravo fugitivo. Levítico 25:39 proíbe utilizar um escravo hebreu em tarefas degradantes. Levítico 25:42 proíbe vender um escravo hebreu em leilão. Levítico 25:43 proíbe utilizar um escravo hebreu para trabalho desnecessário. Lev. 25:53 proíbe que se maltrate um escravo hebreu. Êxodo 21:8 proíbe a venda de escrava hebreia e proíbe privações a uma escrava hebreia que se desposou. Dt. 21:14 proíbe escravizar uma prisioneira depois de tê-la tomado. Êxodo 20:17 ordena: 
"Não cobiçarás a casa do teu próximo; não cobiçarás a mulher do teu próximo, nem seu escravo, nem sua escrava".
Deuteronômio 5:14 prescreve o descanso também do escravo no sábado: 
”No sétimo dia da semana é o dia de descanso, dedicado a mim, o seu Deus. Não faça nenhum trabalho nesse dia, nem você, nem os seus filhos, nem as suas filhas, nem os seus escravos, nem as suas escravas, nem os seus animais, nem os estrangeiros que vivem na terra de você. Assim como você descansa, os seus escravos também devem descansar”, e Deuteronômio 5:15 acrescenta: “Lembre que você foi escravo no Egito e que eu, o Senhor, seu Deus, o tirei de lá com a minha força e com o meu poder.”
A Torá também prescreve: Em Ex. 21:2 que quando um escravo hebreu deve ser alforriado 7 anos depois da compra. Em Ex: 21:8 ordena que se a escrava hebreia não agradar ao senhor que prometeu desposá-la, ele terá que permitir seu resgate. Em Lev. 25:46 e em Ex 21:26 diz que um escravo cananeu deve ser escravo para sempre salvo se 
"se alguém ferir o olho do seu escravo, e ele perder a vista, o escravo terá de ser libertado como pagamento pelo olho perdido". 
Em Êx. 21:7 se ordena que 
"Se um homem vender sua filha para ser escrava, esta não lhe sairá como saem os escravos".
No Novo Testamento, em Efésios 6:5 está escrito sobre servos escravizados:
"Vós, servos, obedecei a vossos senhores segundo a carne, com temor e tremor, na sinceridade de vosso coração, como a Cristo".
Em I Coríntios 7:21, 22, 23, lê-se:
"Foste chamado, sendo escravo? não te dê cuidado; mas se podes ainda tornar-te livre, antes aproveita-te." 
"Pois o que foi chamado no Senhor, sendo escravo, é liberto do Senhor; da mesma maneira o que foi chamado, sendo livre, é escravo de Cristo." 
"Por preço fostes comprados; não vos torneis escravos de homens."

#### Igreja Católica
A Igreja Católica desde o século XV, pronunciou várias posições através de vários papas, habitualmente aprovando a escravidão. Em 13 de Janeiro de 1435, através da bula Sicut Dudum o Papa Eugénio IV, manda restituir à liberdade os escravos convertidos ao cristianismo ou em processo de conversão das Ilhas Canárias.
Pela Bula Dum Diversas, de 18 de Junho de 1452, o papa Nicolau V autorizou o rei de Portugal D. Afonso V, e seu sucessores, a conquistar e subjugar as terras dos "infiéis", pagãos e outros "inimigos de Cristo" , reduzir as suas pessoas à escravatura perpétua, e "apropriar os seus reinos, ducados, palácios reais, principados e outros domínios, possessões e bens deste tipo a si e ao seu uso e aos seus sucessores, os Reis de Portugal". Essa bula foi mais tarde reafirmada pela bula Romanus Pontifex em 8 de Janeiro de 1454 do mesmo papa.
Nos séculos seguintes, contra a escravidão e o tráfico se pronunciam os papas Gregório XIV (1590-1591), por meio do breve apostólico Cum Sicuti (1591),Urbano VIII (1623-1644), no breve apostólico Commissum Nobis (1639) e Bento XIV (1740-1758) no breve apostólico Immensa Pastorum (1741). No século XIX, no mesmo sentido se pronunciou o papa Gregório XVI (1831-1846) ao publicar a bula In Supremo Apostolatus (1839). Em 1888, o Papa Leão XIII, na encíclica In Plurimis, dirigida aos bispos do Brasil, pediu-lhes apoio ao Imperador (Dom Pedro II) e a sua filha (Princesa Isabel), na luta que estavam a travar pela abolição definitiva da escravidão.
Na prática não houve oposição da Igreja à escravização dos negros durante o Brasil Colonial (séculos XV - XIX). Muito pelo contrário, destacavam-se entre os grandes proprietários de escravos os membros de ordens cristãs como a dos beneditinos.

### América Pré-Colombiana
Nas civilizações pré-colombianas (asteca, inca e maia), os escravos não eram obrigados a permanecer como tais durante toda a vida. Podiam mudar de classe social e normalmente tornavam-se escravos até quitarem dívidas que não podiam pagar. Eram empregados na agricultura e no exército. Entre os incas, os escravos recebiam uma propriedade rural, na qual plantavam para o sustento de sua família, reservando ao Sapa (imperador inca) uma parcela maior da produção em relação aos cidadãos livres. No Brasil, a escravidão começou com os índios  (ver: Escravidão indígena no Brasil). Os índios escravizavam prisioneiros de guerra, na Era Pré-cabralina, muito antes da chegada dos portugueses.
Segundo o professor da Universidade Federal de Mato Grosso do Sul, Cláudio Alves de Vasconcelos: 
| “ | No entanto, sabe-se que as práticas de escravização, entre os indígenas americanos, remontam mesmo ao período pré-colonial – a despeito das visões que representavam, ou que ainda representam, a América do período anterior à conquista como um paraíso total, onde não existiam violências, não havia hierarquias sociais, a guerra era desconhecida e onde tudo caminhava em grande harmonia. | ” |

## Escravidão na Arábia Islâmica

Principais redes do comércio árabe de escravos em África na Idade Média

A escravatura era largamente praticada na Arábia pré-islâmica, bem como no resto do mundo seu contemporâneo. Após o surgimento do Islão, que proibia que um muçulmano escravizasse outro muçulmano, os escravos tinham de ser procurados no exterior do império, por captura, compra ou tributo.
A súbita riqueza resultante da expansão militar, dos saques, cobrança de impostos e desenvolvimento do comércio, levou ao enorme aumento do comércio de escravos. Os escravos eram necessários para os trabalhos penosos, como a mineração, mas também como soldados, guardas, trabalhadores domésticos, concubinas e eunucos para os haréns.
O tráfico de escravos árabe ou islâmico durou muito mais tempo do que o comércio atlântico de escravos ou europeu e atingiu números semelhantes. Começou em meados do século VII e sobrevive hoje ainda na Mauritânia e no Sudão.
Numa primeira fase, os escravos provinham   principalmente dos países recentemente conquistados - do Crescente Fértil, do Egito, do Irão e do Norte de África, da Ásia Central, da Índia e de Espanha. Grande parte destes escravos tinha um nível cultural pelo menos tão elevado como o dos seus senhores árabes. Quando a obtenção de escravos brancos se tornou mais difícil, o tráfico passou a centrar-se em África. As duas rotas mais importantes foram a rota transaariana e a rota transíndica.
Paul Lovejoy estima que cerca de 6 milhões de escravos negros foram transportados através do Saara entre os anos 650 d.C. e 1500 d.C.
As estimativas do número total de escravos negros transportados da África subsaariana para o mundo árabe variam entre 6 e 10 milhões, e as rotas comerciais transaarianas transportaram um número significativo deste total, com uma estimativa de cerca de 7,2 milhões de escravos atravessando o Sara desde meados do século VII até ao século XX, altura em que a escravatura foi abolida.
Durante as conquistas muçulmanas na Índia, iniciadas por Muhammad bin Qasim até aos dias de Ahmad Shah Durrani no século XVIII, a escravidão, distribuição e venda de escravos hindus foram sistematicamente praticados pelos invasores. 
É apenas possível fazer uma estimativa do número total de mortes de hindus nas mãos dos invasores. Pensa-se que foram mortos mais de 6 milhões; para além das mortes, milhões de hindus desapareceram pela escravidão.

### Era moderna

Comércio Triangular, usado no comércio atlântico de escravos, entre os séculos XVI e XIX

O comércio de escravos já tinha rotas intercontinentais na época do Alandalus e mesmo antes, durante o Império Romano. Criam-se novas rotas no momento em que os europeus começaram a colonizar os outros continentes, no século XVI e, por exemplo, no caso das Américas, nos casos em que os povos locais não se prestavam a suprir as necessidades de mão de obra dos colonos, foi necessário importar mão de obra, principalmente da África.
Nessa altura, muitos reinos africanos e árabes islâmicos, decorrente das chamadas guerras santas (Jihads) empreendidas pelos muçulmanos, os quais, sancionados por sua religião, se apossavam dos bens dos chamados "infiéis" submetidos, principalmente sua liberdade, vendendo-os ou trocando-os por mercadorias, como escravos para os europeus (ver: Escravismo e Islã). No Brasil, depois da chegada dos europeus, no século XVI, os índios passaram a comerciar seus prisioneiros de guerra com estes. Mais tarde, os portugueses recorreram aos negros africanos, que foram utilizados nas minas e nas plantações: de dia faziam tarefas costumeiras, à noite carregavam cana e lenha, transportavam formas, purificavam, trituravam e encaixotavam o açúcar.
Em alguns territórios brasileiros, no entanto, o índio chegou a ser mais fundamental que o negro como mão de obra. Em São Paulo, até ao final do século XVII, quase não se encontravam negros dada a pobreza de sua população, que não dispunha de recursos financeiros para adquirirem escravos africanos. Os documentos da época que usavam o termo "negros da terra" referiam-se, na verdade, aos índios, os quais não eram objeto de compra e venda, só de aprisionamento, sendo proibido inclusive que se fixasse valor para eles nos inventários de bens de falecidos. Esta posição fora defendida pelos jesuítas no Brasil, o que gerou conflitos com a população local interessada na escravatura, culminando em conflito, na chamada "A botada dos padres fora" em 1640. Com o ciclo da cana-de-açúcar, foram introduzidos em largas escalas escravos africanos em São Paulo.

### Abolicionismo
Ainda que outras formas de escravidão ainda persistam no mundo contemporâneo, chama-se de abolicionismo o movimento político que visou a abolição da escravatura e do tráfico de escravos que existia abertamente, tendo suas origens durante o Iluminismo no século XVIII. Tal movimento se tornou uma das formas mais representativas de ativismo político do século XIX até à atualidade.
Em Fevereiro de 1761, no reinado de D. José I, foi proibida a importação de escravos negros em Portugal Continental e na Índia, não por razões humanitárias, mas principalmente económicas, por serem mão de obra necessária no Brasil. Ao mesmo tempo foi estimulado o comércio de escravos negros ("as peças", nos termos do tempo) para aquela colónia, tendo sido fundadas, com o apoio e envolvimento direto do Marquês de Pombal, duas companhias - a Companhia do Grão-Pará e Maranhão e a Companhia Geral de Pernambuco e Paraíba - cuja atividade principal era precisamente o tráfico de escravos, na maioria africanos, para terras brasileiras. Na lista de acionistas das duas companhias contavam-se, além do Marquês, muitos nobres e clérigos. Entre 1757 e 1777, foram importados um total de 25 365 escravos negros para o Pará e Maranhão, vindos dos portos oeste-africanos.
Mais tarde, com o surgimento do ideal liberal e da ciência econômica na Europa, a escravatura passou a ser considerada pouco produtiva e moralmente incorreta. Em 1850, no Brasil, pela Lei Eusébio de Queirós, passou-se a punir os traficantes de escravos, de modo a que nenhum escravo mais entrasse no país; em 1871 foi sancionada a Lei do Ventre Livre que declarava livre os filhos de escravos nascidos a partir daquele ano, e em 1885 a Lei dos Sexagenários, que concedia liberdade aos maiores de 60 anos. E mais tarde fez surgir o abolicionismo, em meados do século XIX. Em 1888, quando a escravidão foi abolida no Brasil, pela Lei Áurea, ele era o único país ocidental que ainda mantinha a escravidão legalizada.
A Mauritânia aboliu a escravidão por três vezes - em 1905, 1981, e mais uma vez em 2007- mas a escravidão continua a existir e os ativistas antiesclavragismo são perseguidos, presos e torturados. A escravidão segue existindo no Sudão, assim como em vários outros países.

### Era contemporânea

Países de origem (amarelos e vermelhos) e destino (azuis) do tráfico humano

Incidência de casos de escravidão por porcentagem da população por país (dados de 2024)

A escravidão continua em muitos países que a proibiram. Em alguns casos, a legislação que proíbe a escravidão foi somente feita pela pressão de outros países e da ONU, mas não representa a vontade do governo do respectivo país. Hoje em dia existem pelo menos 27 milhões de pessoas escravizadas no mundo. A Organização Internacional do Trabalho (OIT) classifica em sua convenção de nº 29 do ano de 1930: "trabalho forçado ou obrigatório compreenderá todo trabalho ou serviço exigido de uma pessoa sob a ameaça de sanção e para o qual não se tenha oferecido espontaneamente". Principalmente em países árabes e outros países muçulmanos existem ainda escravos tradicionais.
A caça de negros escravizados, visando à captura de moças e crianças bonitas para serem escravas domesticas ou ajudantes para vários trabalhos, existe principalmente no Sudão. Na escravidão branca (tráfico humano para a prostituição forçada) se encontram presas milhões de moças, principalmente de regiões pobres na Ucrânia, Moldávia, Rússia, África, Índia e países onde a prostituição tem tradicionalmente muito peso, como a Tailândia e as Filipinas. As meninas são aliciadas com falsas promessas, vendidas e forçadas a prostituir-se até a dívida (o preço pela compra e adicionais) ser paga. Muitas vezes a prostituta escravizada é vendida a seguir e tudo começa de novo. Existe também um semelhante tráfego com crianças, que trabalham como escravas em outros países. Muitas vezes eles são mutilados e obrigadas a mendigar e entregar tudo aos seus donos. Além disso existem várias outras formas de escravidão. Os preços variam muito. Enquanto moças bonitas vendidas para países rendem até 20 000 dólares, se compra às vezes crianças e mocinhas adolescentes na Moldávia, sul da Índia, Paquistão ou China em orfanatos ou de famílias pobres por menos de 100 dólares. Nessas estatísticas nem são contadas milhões de mulheres e meninas, que pela tradição ou até as leis em muitos países muçulmanos e outras regiões são consideradas propriedade de seus maridos ou pais.
O tráfico de mulheres brancas escravizadas continua a todo vapor em Israel, onde cerca de duas mil jovens originárias da ex-URSS foram levadas à força nos últimos anos e obrigadas a prostituir-se. De acordo com o livro "In Foreign Parts: Trafficking in Women in Israel" (Em Regiões Estrangeiras: Traficando Mulheres em Israel), de Ilana Hammerman, publicado em 2004, milhares de mulheres são abduzidas anualmente, a maioria da Rússia, Ucrânia, Moldávia, Uzbequistão e China, e comerciadas em Israel.
Alguns analistas entendem que os regimes ditatoriais como a Coreia do Norte seriam regimes de escravidão pois os trabalhadores produzem em benefício de um grupo que não pode ser retirado de sua posição de poder dominante, fazendo este serviço em troca de comida (ração fornecida pelo estado totalitário) sem poder ter outra opção, pois em caso de algum desacordo com os representantes do regime no local de trabalho ele ficaria sem a sua cota de alimento ou muito provavelmente seria preso e executado. O governo ucraniano foi a primeira nação contemporânea a tentar introduzir, em 2014, a volta de uma legislação escravagista — o chamado "serviço de trabalho estatal". No entanto, segundo a National Geographic, há mais pessoas escravizadas hoje do que o total de escravos que, durante quatro séculos, foram vítimas do tráfico transatlântico.

## Escravidão no mundo
A escravidão foi praticada por muitos povos, em diferentes regiões, desde as épocas mais antigas. Eram feitos escravos em geral, os prisioneiros de guerra e pessoas com dívidas, de todas as raças mas posteriormente destacou-se a escravidão de negros. Na idade Moderna, sobretudo a partir da descoberta da América, houve um florescimento da escravidão. Desenvolvendo-se então um cruel e lucrativo comércio de homens, mulheres e crianças entre a África e as Américas. A escravidão passou a ser justificada pela necessidade de mão-de-obra barata e baseada na crença da suposta superioridade racial ou cultural dos europeus, .
Chama-se de tráfico negreiro o transporte forçado de africanos para as Américas como escravos, durante o período colonialista.

### África

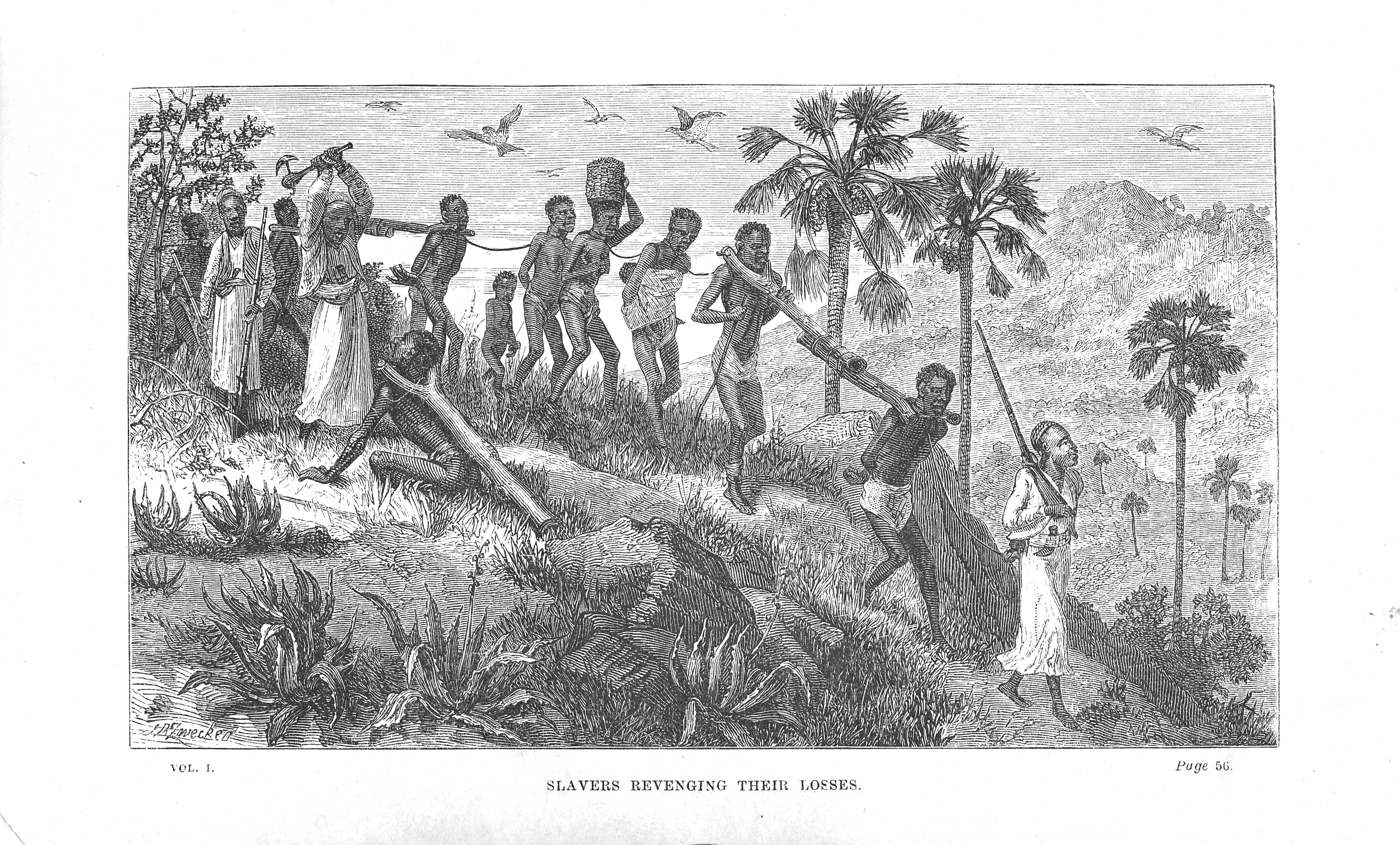
Traficantes de escravos árabes e seus cativos ao longo do rio Rovuma.

As primeiras excursões portuguesas à África subsaariana foram pacíficas (o marco da chegada foi a construção da fortaleza de São Jorge da Mina, em Gana, em 1482). Portugueses muitas vezes se casavam com mulheres nativas e eram aceitos pelas lideranças locais. Já em meados da década de 1470 os "portugueses tinham começado a comerciar na Enseada do Benim e frequentar o delta do rio Níger e os rios que lhe ficavam logo a oeste", negociando principalmente escravos com comerciantes muçulmanos.
Os investimentos na navegação da costa oeste da África foram inicialmente estimulados pela crença de que a principal fonte de lucro seria a exploração de minas de ouro, expectativa que não se realizou. Assim, consta que o comércio de escravos que se estabeleceu no Atlântico entre 1450 e 1900 contabilizou a venda de mais de 11 313 000 indivíduos.
Em torno do comércio de escravos estabeleceu-se o comércio de outros produtos, tais como marfim, tecido, tabaco, armas de fogo e peles. Os comerciantes usavam como moeda pequenos objetos de cobre, manilhas e contas de vidro trazidos de Veneza. Mas a principal fonte de riqueza obtida pelos europeus na África foi mesmo a mão de obra barata demandada nas colônias americanas e que pareceu-lhes uma boa justificativa para os investimentos em explorações marítimas que, especialmente os portugueses, vinham fazendo desde o século XIV. Dessa forma, embora no século XV os escravos fossem vendidos em Portugal e na Europa de maneira geral, foi com a exploração das colônias americanas que o tráfico atingiu grandes proporções.
Entre o século XVI e o século XVIII estima-se que cerca de 1,25 milhões de Europeus cristãos foram capturados por piratas e forçados a trabalhar no Norte de África. Esta época foi particularmente marcada pelo reinado de Mulei Ismail.
De 1801 a 1815, os Estados Unidos travaram as duas Guerras Berberes contra corsários do norte da África. Prisioneiros capturados nestes ataques corsários contra embarcações europeias e estadounidenses, eram muitas vezes escravizados.
| | |                                                          |
| Fragata estadounidense USS Philadelphia, capturada no porto de Trípoli durante a Primeira Guerra Berbere e destruída em 16 de Janeiro de 1804, pela própria Marinha dos Estados Unidos. | Ilustração de 1815 representando um capitão britânico horrorizado ao ver cristãos escravizados em Argel. | Fotografia de um menino escravizado em Zanzibar, em 1890 |

### América

#### Brasil

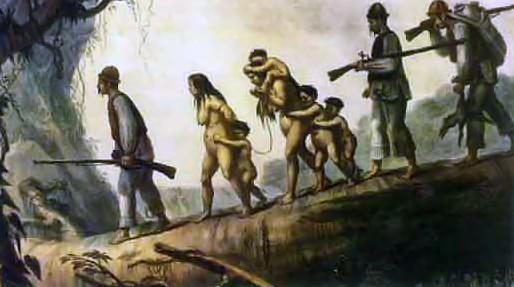
"Família Guarani aprisionada por escravistas",
tela de Jean-Baptiste Debret, 1930.

Na Era Pré-cabralina, os índios brasileiros escravizavam inimigos derrotados capturados nas guerras indígenas. Em seu Tratado descritivo do Brasil de 1587, Gabriel Soares de Sousa descreveu a prática da escravidão entre os indígenas do Brasil:
| “ | Costuma este gentio não matar a ninguém dentro em suas casas, e se seus contrários, fugindo-lhes da briga, se acolhem a elas, não os hão de matar dentro, nem fazer-lhes nenhum agravo, por mais irados que estejam; e esperam que saiam para fora, ou, se lhes passa a ira e aceitam-nos por escravos, ao que são mais afeiçoados que a matá-los, como lhes fazem a eles. | ” |
|   | — Gabriel Soares de Sousa. |   |

A mais antiga forma de escravidão no Brasil Colônia foi dos "gentios da terra" ou "negros da terra", os índios (ver: Escravidão indígena no Brasil). A escravização de índios foi proibida pelo Marquês de Pombal. Em menor escala, a escravidão branca também foi praticada no colônia.
Os primeiros negros escravizados chegaram ao Brasil entre 1539 e 1542, na Capitania de Pernambuco, primeira parte da colônia onde a cultura canavieira desenvolveu-se efetivamente. Foi uma tentativa de solução à "falta de braços para a lavoura", como se dizia então. Os principais portos de desembarque de cativos africanos foram, entre os séculos XVI e XVII, os do Recife e de Salvador, e entre os séculos XVIII e XIX, os do Rio de Janeiro e de Salvador — de onde uma parte seguiu para as Minas Gerais e para as plantações de café do Vale do Paraíba. A distância entre os portos de embarque (na África) e desembarque (no Brasil) era um fator determinante.

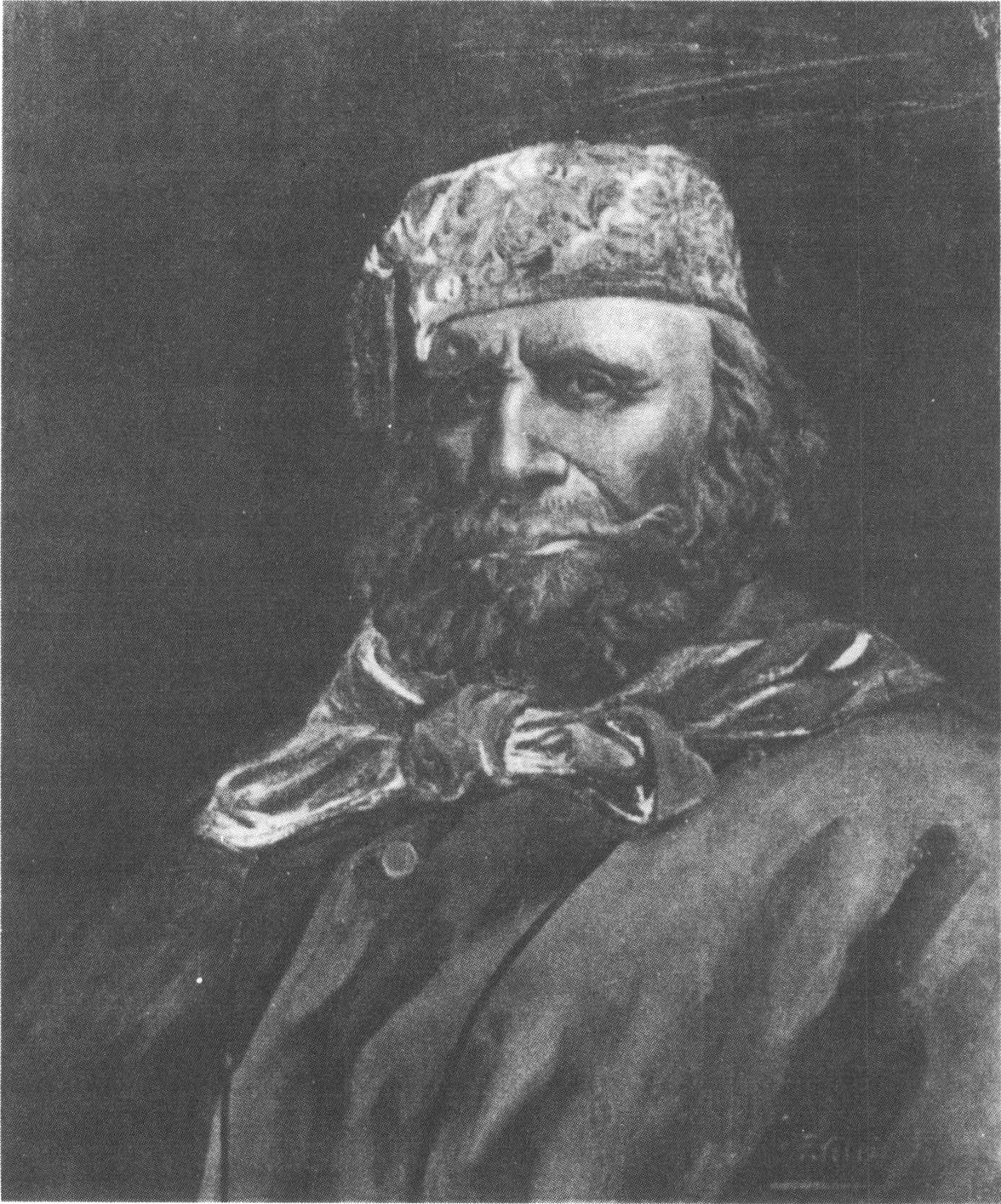
Francisco Félix de Souza (1754-1849) o maior traficante de escravos na África durante a primeira metade do século XIX, mais tarde sucedido no tráfico por seu genro, o ex-escravo Zé Alfaiate.

Os portugueses, brasileiros e mais tarde os holandeses traziam os negros africanos de suas colônias na África para utilizar como mão de obra escrava nos engenhos de rapadura do Nordeste. Os comerciantes de escravos vendiam os africanos como se fossem mercadorias, as quais adquiriam de tribos africanas que haviam feito prisioneiros. Os mais saudáveis chegavam a valer o dobro daqueles mais fracos ou velhos. Eram mais valorizados, para os trabalhos na agricultura, os negros Bantos ou Benguela ou Banguela ou do Congo, provenientes do sul da África, especialmente de Angola e Moçambique, e tinham menos valor os vindo do centro oeste da África, os negros minas ou da Guiné, que receberam este nome por serem embarcados no porto de São Jorge de Mina, na atual cidade de Elmina, e eram mais aptos para a mineração, trabalho o qual já se dedicavam na África Ocidental. Por ser a Bahia mais próxima da Costa da Guiné (África Ocidental) do que de Angola, a maioria dos negros baianos são de Guiné.

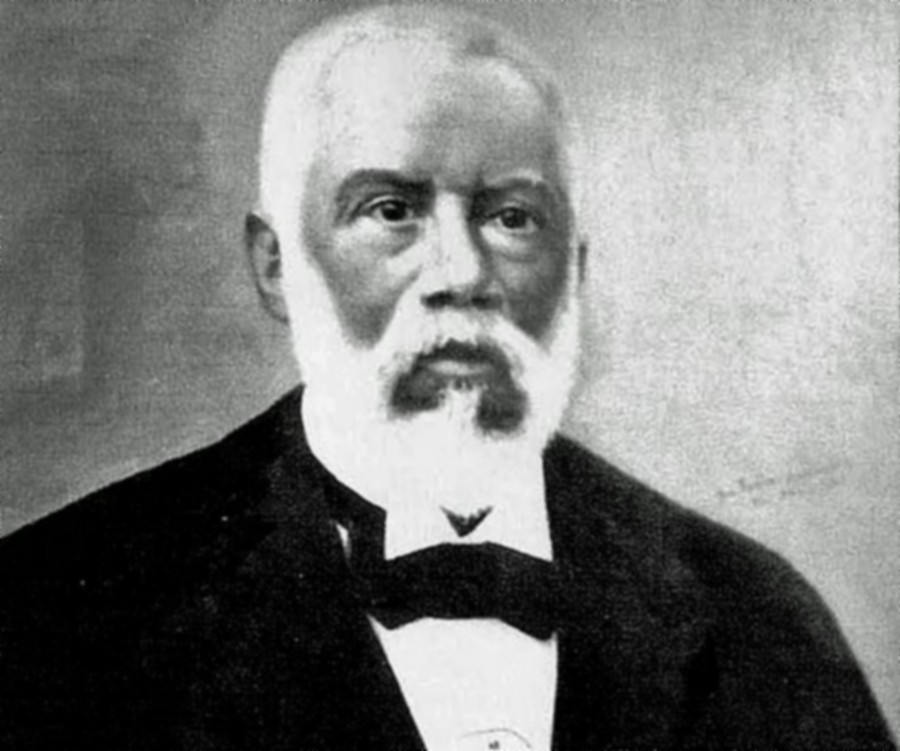
Francisco Paulo de Almeida (1826-1901), primeiro e único Barão de Guaraciaba, título concedido pela Princesa Isabel. Negro, possuiu uma das maiores fortunas do período imperial, chegando a ser dono de aproximadamente mil escravos.

Como eram vistos como mercadorias, ou mesmo como animais, eram avaliados fisicamente, sendo melhor avaliados, e tinham preço mais elevado, os escravos que tinham dentes bons, canelas finas, quadril estreito e calcanhares altos, em uma avaliação eminentemente racista. O preço dos escravos sempre foi elevado quando comparado com os preços das terras, esta abundante no Brasil. Assim, durante todo o período colonial brasileiro, nos inventários de pessoas falecidas, o lote (plantel) de escravos, mesmo quando em pequeno número, sempre era avaliado por um valor, em mil-réis, muito maior que o valor atribuído às terras do fazendeiro. Assim a morte de um escravo ou sua fuga representava para o fazendeiro uma perda econômica e financeira imensa. O transporte era feito da África para o Brasil nos porões do navios negreiros. Amontoados, em condições desumanas, no começo muitos morriam antes de chegar ao Brasil, sendo que os corpos eram lançados ao mar. Por isso o cuidado com o transporte de escravos aumentou para que não houvesse prejuízo. As condições da tripulação dos navios não eram muito melhores que a dos escravos.
Nas fazendas de cana ou nas minas de ouro (a partir do século XVIII), os escravos eram tratados da pior forma possível. Trabalhavam muito, de quatorze a dezesseis horas, o que se tornou o principal motivo dos escravos fugirem; outro motivo eram os castigos e o outro era porque recebiam apenas trapos de roupa e uma alimentação de péssima qualidade (recebiam pouca comida e no máximo duas vezes por dia). Passavam as noites nas senzalas (galpões escuros, úmidos e com pouca higiene) acorrentados para evitar fugas. Eram constantemente castigados fisicamente (quando um escravo se distraía no trabalho ou por outros motivos, eram amarrados em um tronco de árvore e açoitados, as vezes, até perderem os sentidos); torturando-os fisicamente e psicologicamente, os senhores e seus algozes buscavam destruir os valores do negro e forçá-lo a aceitar a ideia da superioridade da raça branca sendo que o açoite era a punição mais comum no Brasil Colônia para os escravos. Além de todos esses castigos havia uma máscara que impedia os escravos de beberem e fumarem deixando os vícios; essa máscara era chamada de "máscara de folha de flandres". A escravidão no Brasil levou a formação de muitos quilombos que traziam insegurança e frequentes prejuízos a viajantes e produtores rurais. 
A escravidão branca, existente no Império do Brasil, era vista como "anormal", gerando comoção na opinião pública e motivando campanhas de arrecadação para libertar brancos escravizados. No período da pós-abolição no Brasil, em algumas regiões de cafeicultura, imigrantes portugueses e alemães empregados por fazendeiros, eram alojados nas antigas senzalas, trabalhando em condições análogas à escravidão.
| |                                                                               |                                                                                                  |
| Jean-Baptiste Debret (1768-1848) foi um dos principais pintores das condições dos escravos no Império do Brasil | Mercado de escravos (Henry Alken, 1822) Acervo Digital Afro-Brasileiro Flickr | O caçador de recompensas (Capitão do mato) procurando por escravos fugitivos, 1823, por Rugendas |

#### Estados Unidos
A história da escravidão nos Estados Unidos inicia-se no século XVII, quando práticas escravistas similares aos utilizados pelos espanhóis e portugueses em colônias na América Latina, e termina em 1863, com a Proclamação de Emancipação de Abraham Lincoln, realizada durante a Guerra Civil Americana. Apesar de o tráfico de escravos ter sido proibido em 1815, o contrabando continua até o ano de 1860, enquanto no norte crescia a campanha pela abolição.

A Guerra Civil Americana (também chamada de Guerra da Secessão) que se segue deixa um saldo de centenas de milhares de mortos e uma legião de negros marginalizados. Nenhum programa governamental é previsto para sua integração profissional e econômica. O sul permanece militarmente ocupado até 1877, favorecendo o surgimento de sociedades secretas como os Cavaleiros da Camélia Branca e a Ku Klux Klan, que empregam a violência para perseguir e executar os negros e defender a segregação racial.

### Portugal
Na época anterior à formação de Portugal como reino existe registo da prática de escravatura pelos Romanos, Visigodos, e durante o Al-Andalus a escravidão dos cristãos capturados e dos Saqaliba. Depois da independência de Portugal tem-se conhecimento de ataques de piratas normandos a vilas costeiras, das razias que piratas da Barbária faziam entre a população costeira e das ilhas. As vilas ficavam geralmente desertas e a população era vendida no mercado de escravos do norte de África. Havia chefes corsários que vinham do norte de África até à península que eram elches, "renegados" da fé cristã ou mouriscos capturados que mudavam de "lado". Os prisioneiros de guerra capturados na península eram escravizados. Só em 6 de julho de 1810 com a assinatura do primeiro tratado luso-argelino de tréguas e resgate, confirmado em 1813, com a assinatura do Tratado de Paz, acabou a razia nas vilas costeiras de Portugal e captura de portugueses para a escravatura no norte de África.
Antes de 1415, através do resgate de cativos portugueses fizeram-se os primeiros contactos com comércio de escravos na cidade de Ceuta. Resgatar familiares era obrigação cujo descumprimento poderia originar pesadas penas. As igrejas mantinham caixinhas de peditório para resgate dos cativos. Crianças e mulheres tinham prioridade de serem resgatadas.

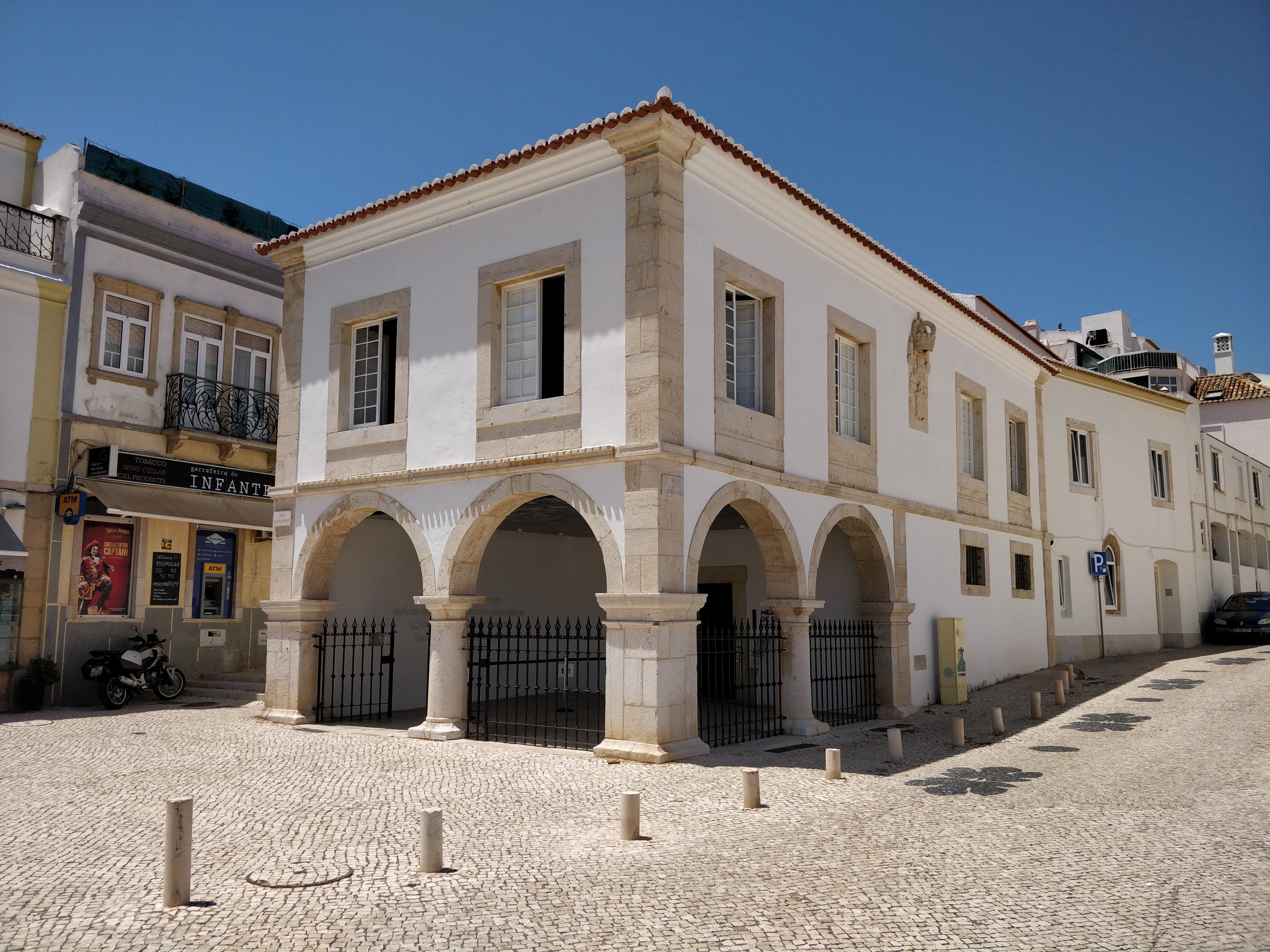
Mercado de Escravos, edificado em 1691, em Lagos.

Quando em 1415 Portugal conquistou Ceuta havia aí um importante centro comercial onde confluíam rotas de escravos trazidos da África subsaariana por comerciantes beduínos. A conquista de Ceuta pelos portugueses, levou os traficantes de escravos a desviar as suas rotas de comércio para outras cidades. Ceuta perdeu então importância comercial, mas tornou-se importante ponto estratégico-militar de vigilância ao comércio de outras mercadorias entre as costas europeias do Atlântico e a península itálica.
As primeiras incursões portuguesas (em cerca de 1334 ou 1335) em busca de escravos e saques deram-se nas Ilhas Canárias, já habitadas por um povo de origem berbere, os guanches, que resistiam ferozmente.
Os portugueses, nas viagens que fizeram ao longo da costa na direção do sul de África, contataram também aí com uma rede árabe já estabelecida de comércio de escravos, o tráfico de escravos transariano para o Norte de África e o Médio Oriente muçulmano. O primeiro lote de africanos escravizados transportados para Portugal foram os que a tripulação do navegador Antão Gonçalves capturou na costa de Arguim (hoje Mauritânia) em 1441. Quando, poucos anos depois, os primeiros Portugueses começaram a chegar à Guiné, contataram também com o tráfico negreiro aí existente. O comércio de escravos português cresceu continuamente, mais tarde em competição com holandeses, ingleses e franceses, vindo a ter o seu auge no século XVIII com o comércio dos africanos escravizados para o Brasil.
No entanto, o corpo legislativo emanado das chancelarias régias portuguesas é abundante em diplomas destinados a reprimir a escravatura e a proteger os indígenas: provisões de D. João II, de 5 de Abril e 11 de Junho de 1492, e alvarás de 18 de Julho e 10 de Dezembro de 1493; a célebre lei de 20 de Março de 1570 sobre "a liberdade dos gentios das terras do Brasil, e mais Conquistas"; a provisão de 20 de Setembro de 1570, onde o rei D. Sebastião ordena que "Portugues algum nam possa resgatar nem catiuar Iapão; e sendo caso, que resgatem, ou catiuem alguns dos ditos Iapões, os que assim forem resgatados, ou catiuos, ficaram livres…". Os alvarás de 5 de junho de 1605, de 3 de julho de 1609, e o alvará com força de lei de 8 de maio de 1758, vão no mesmo sentido. Porém, os dados existentes apontam para um enorme crescendo constante do tráfico de escravos português, que desde 1500 só diminuiria cerca do ano de 1850.
No Maranhão, um grupo de aproximadamente 50 portugueses foram aprisionados por invasores holandeses, na ocasião de sua expulsão e posteriormente, vendidos como escravos para Barbados.
Decorria o Reinado de D. José I quando, em 12 de Fevereiro de 1761, foi proibida pelo Marquês de Pombal a importação de escravos negros em Portugal/Metrópole e na Índia, não por razões humanitárias, mas principalmente porque eram mão de obra necessária no Brasil. Ao mesmo tempo, estimulou-se o comércio de escravos negros  ("as peças") para o Brasil, tendo sido fundadas, com o apoio e envolvimento direto do Marquês de Pombal, duas companhias - a Companhia do Grão-Pará e Maranhão e a Companhia Geral de Pernambuco e Paraíba - cuja principal atividade era precisamente o tráfico de escravos, na maioria africanos, para terras brasileiras. Na lista de acionistas das duas companhias contavam-se, além do Marquês, muitos nobres e clérigos. Apenas entre 1757 e 1777, foram importados um total de 25 365 escravos negros para o Pará e Maranhão, vindos dos portos do oeste africano.
No século XIX, em 1836, o tráfico de escravos foi abolido em todo o Império, embora continuasse. Com a lei de 25 de fevereiro de 1869 proclamou-se a abolição da escravatura em todo o Império Português, até ao termo definitivo em 1878.
Com relação à historiografia sobre a escravatura em Portugal, podem ser definidos dois períodos. Primeiramente, do século XIX a meados do século XX, os historiadores tinham uma preocupação em combater a imagem negativa que recaía sobre Portugal, país iniciador da escravatura transatlântica. Uma segunda fase, iniciada nos anos 1960, já não demonstrava tal preocupação, focando em aspectos demográficos, económicos, sociais e culturais da escravatura portuguesa.